# Зашків (Золочівський район)
За́шків — село в Україні, у Золочівському районі Львівської області. Населення становить 100 осіб. Орган місцевого самоврядування - Золочівська міська рада.

## Історія
23 вересня 2016 року під час пошукових досліджень у с. Зашків Золочівського району Львівської області виявили різні друковані матеріали українського визвольного підпілля, які використовувались в боротьбі проти московських окупантів на Золочівщині в 1951 році.

## Пам'ятки
У селі збереглася дерев'яна церква св. Параскеви 1890 р.